# (33711) 1999 LH15
1999 LH15 (asteroide 33711) é um asteroide da cintura principal. Possui uma excentricidade de 0.06096950 e uma inclinação de 15.51012º.
Este asteroide foi descoberto no dia 12 de junho de 1999 por LINEAR em Socorro.